# Miguel Álvarez Zambrano
Miguel Alesandro Álvarez Zambrano (Quito, Pichincha, Ecuador, 6 de enero de 1989) es un futbolista ecuatoriano. Juega de delantero y su equipo actual es Mushuc Runa Sporting Club de la Serie A de Ecuador.

## Trayectoria

### C.D. S'Horta
Álvarez se inició en el fútbol, en las divisiones formativas del RCD Mallorca. En esa misma región, se une en 2012, al C.D. S'Horta de la tercera división de España. 

### AS Moulins
En 2014 ficha por el AS Moulins de la cuarta división de Francia. 

### CD El Nacional
A inicios del 2015 decide regresar al país donde se vincula a CD El Nacional de Quito.

### Mushuc Runa Sporting Club
En la temporada 2016 se vincula a las filas del Mushuc Runa SC. 

### Delfín Sporting Club
En la temporada 2018 se vincula a las filas del Delfín SC.

## Clubes
| Club             | País    | Año               |
| ---------------- | ------- | ----------------- |
| C.D. S'Horta     | España  | 2012-2013         |
| AS Moulins       | Francia | 2014              |
| El Nacional      | Ecuador | 2015              |
| Mushuc Runa S.C. | Ecuador | 2016 - 2017       |
| Delfín S.C.      | Ecuador | 2018 - Actualidad |